# 昭和歌謡大作戦
『昭和歌謡大作戦』（しょうわかようだいさくせん）は、RKKラジオで放送されている音楽番組である。

## 概要
2012年10月開始。珍しい楽曲・あまりかからないレコードを中心に、1960-1980年代の歌謡曲(所謂『昭和歌謡』)などを放送している。

## 出演者
- 常盤よしこ[2]
- 嶋田宣明